# Varian Medical Systems
Varian Medical Systems est une entreprise de matériel médical américaine spécialisée dans les traitements par radiation contre le cancer. Elle est issue de la scission en 1999 de Varian Associates, conglomérat issu d'activités liées à l'électromagnétisme. 
En 2022, elle occupe 47% du marché mondial des matériels de radiothérapie.

## Histoire
En janvier 2018, Varian Medical Systems annonce l'acquisition de l'entreprise australienne Sirtex Medical, pour 1,3 milliard de dollars.
En août 2020, Siemens Healthineers annonce l'acquisition de Varian Medical Systems pour 16,4 milliards de dollars.